# Suraphol Sombatcharoen
Suraphol Sombatcharoen (สุรพล สมบัติเจริญ) (Suphanburi, 25 settembre 1930 – Nakhon Prathom, 18 agosto 1968) è stato un cantante thailandese.

## Parziale discografia
- เสียวใส้ (Siew Sai)
- ของปลอม (Khong Plom)
- คนหัวล้าน (Khon Hua Lan)
- แซซี้อ้ายลือเจ็กนัง (Sae See Ai Lue Jek Nung)
- ยิกเท้าโหลซัวะ (Yik Tao Low Suea)
- ลืมไม่ลง (Luem Mai Long)
- แก้วลืมดง (Kaew Luem Dong)
- สิบหกปีแห่งความหลัง (Sip Hok Pee Haeng Kwam Lang)